# Enshakushana
Enshakushana est un roi de la cité mésopotamienne d'Uruk, ayant vécu au XXIVe siècle av. J.-C. Il est connu par quelques inscriptions qu'il a laissées. On y apprend qu'il est le fils du roi Ellili d'Ur, ville qui devait être incluse dans son royaume. Il a laissé une inscription sur un vase offert au dieu Enlil, commémorant sa victoire contre Enbi-Ishtar de Kish, la cité la plus puissante du nord de la Basse Mésopotamie. Il proclame dominer alors cette région. La Liste royale sumérienne a conservé son souvenir, le créditant d'un règne de soixante ans et d'être le premier roi de la deuxième dynastie d'Uruk à exercer l'hégémonie en Mésopotamie. Son fils Lugal-kinishe-dudu lui succède.